# Витца
Витца — река в России, протекает по Крестецкому и Окуловскому районам Новгородской области. Устье реки находится в 22 км по левому берегу реки Волма. Длина реки составляет 16 км.
На правом берегу реки стоят деревни Ручьёвского сельского поселения Крестецкого района: Дубки, Сухлово и Волма.

## Данные водного реестра
По данным государственного водного реестра России относится к Балтийскому бассейновому округу, водохозяйственный участок реки — Мста без р. Шлина от истока до Вышневолоцкого г/у, речной подбассейн реки — Волхов. Относится к речному бассейну реки Нева (включая бассейны рек Онежского и Ладожского озера).
Код объекта в государственном водном реестре — 01040200212102000021367.